# Carl-Erik Lindblom
Carl-Erik Bertil Lindblom, född 26 juni 1956, är en svensk travkusk och före detta travtränare. Hans hemmabana är Örebrotravet. Lindblom har tagit över 3400 segrar som kusk. Han har bland annat segrat i Korta E3 för ston (2000), Sto-SM (2010) och Lady Snärts Lopp (2010).
Han är kusin till travtränaren och kusken Åke Lindblom.

## Karriär
Lindblom tog sitt första banchampionat på Lindesberg 1985, och har därefter tagit ytterligare ett flertal banchampionat. Mellan åren 1987 och 2008 blev han champion på hemmabanan Örebrotravet 18 gånger, vilket gör honom till den kusk som blivit champion på banan flest antal gånger. Han har även blivit rikschampion vid två tillfällen.
1999 representerade han Sverige i World Driving Championship.

### Skador och slutet på proffskarriären
I början av 2015 fick Lindblom problem med ryggsmärtor efter ett träningsjobb vid Örebrotravet. Han genomgick senare en operation i ländryggen, men meddelade efteråt att han kommer att avsluta sin karriär som både tränare och kusk. Hans hästar i träning placerades om hos andra tränare.
Lindblom gjorde en mindre comeback som kusk då han blev inbjuden till 2018 års upplaga av Ahlsell Legends på Solvalla, där han körde hästen Green Keeper U.S. tränad av Daniel Redén. Ekipaget slutade på en andraplats i loppet.

### Comeback som amatörkusk
I slutet av 2018 aviserade Lindblom en comeback som kusk. Han har numera bytt ut sin proffstränarlicens mot en amatörkusklicens.